# Wall of death
Pour l’article homonyme, voir Mur de la mort.

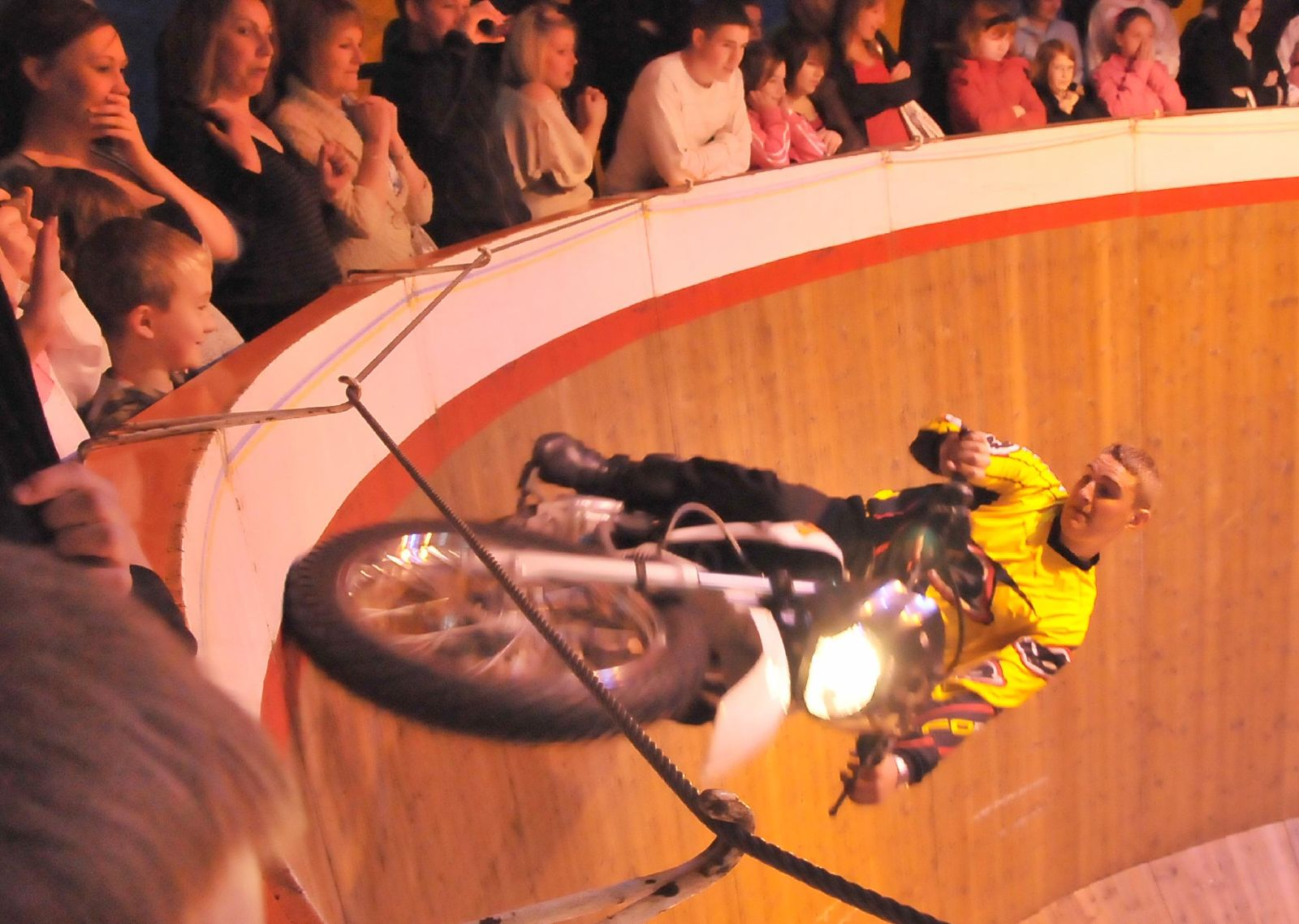
Les spectateurs contemplent le pilote-cascadeur qui passe devant eux.

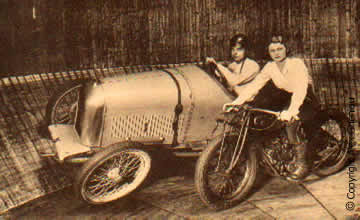
Miss MadGray et Jules Klinger dans "Auto contre Moto" dans "Le Mur Australien", 1932

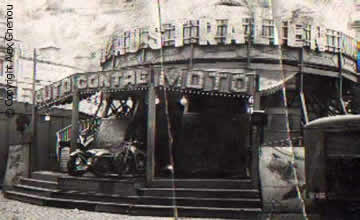
"Auto contre Moto" dans "Le Mur Australien"

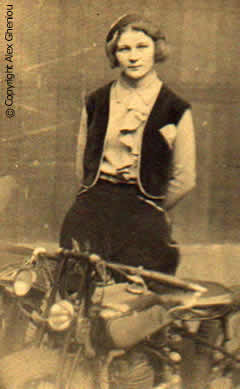
Miss MadGray, 1928

Le mur de la mort (en anglais : Wall of Death, ou « puits de la mort », Well of Death ou Maut ka Kuaa en Inde) est une attraction constituée par la démonstration de motocyclistes ou d'automobilistes conduisant à l'aide de la force centrifuge dans un silo dont les murs sont verticaux.

## Histoire

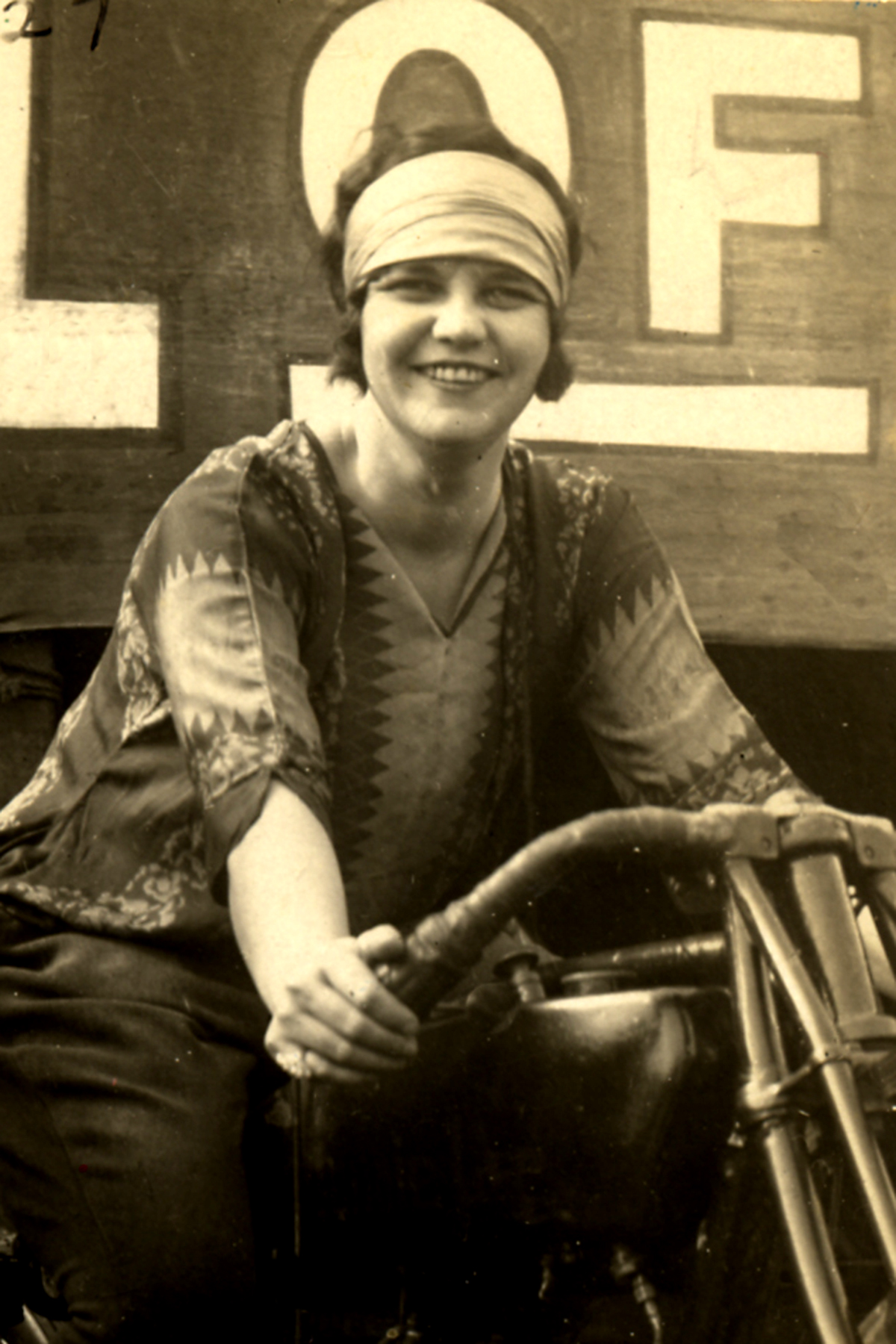
Hazel Watkins, qui se produisit avec l'équipe du Mur de la Mort Hager' dans les années 1920.

Le premier serait apparu dans la parc d'amusement de Coney Island (New York) en 1911. L'année suivante, cette attraction voyagea dans le pays. Dès les années 1915, les premiers « silodromes » à murs verticaux apparurent et furent rapidement intitulés « mur de la mort ». Aux États-Unis, ce phénomène a atteint son zénith au cours des années 1930 avec plus de cent attractions.
Dans les années 2000, il ne reste que peu de ces attractions.

## France
Le premier mur de la mort importé en France, fut celui de Maurice Abbins. Qui l'exporta à son tour en Angleterre, puis en Suisse, et d'autres pays. Maurice Abbins était pilote, mais surtout un homme d'affaires, qui inventa plusieurs variantes de spectacle motos.
C'est Maurice Abbins et ses deux frères qui découvrirent à Paris en 1924 la toute jeune française  Miss MadGray âgée de seulement 17 ans, qui devint la première femme au monde à courir dans "Le Mur de la Mort".
L'acrobate star exerça ses talents dans l'Europe entière en compagnie de son époux l'acrobate français Jules Klinger et donnèrent ensemble un numéro "auto contre moto" dans "Le Mur Australien", jusqu'au début de la seconde guerre mondiale. Après la guerre, les célèbrent acrobates vendirent "Le Mur Australien" qui était en bois.
Aujourd'hui en France, trois murs de la mort restent en activité. Celui en bois de la famille Schmidt, où la tradition remonte à 1940 et qui en est aujourd'hui à sa troisième génération de pilotes sur paroi verticale, proposant acrobaties et courses-poursuites à motos et à kartings ; celui en fer, transparent[Quoi ?], de la famille Varanne ; et celui en bois de la famille Werdyn qui a la particularité d'avoir un groupe de rock'n'roll au milieu pendant que les motos tournent. La famille Varanne ressort en 2023 le Megadrome en bois, le plus gros mur de la mort en bois d'Europe.[réf. nécessaire]

## Inde
En Inde, le spectacle est connu sous le même nom de « mur de la mort » (ou Well of Death, « puits de la mort ») (hindi : मौत का कुआँ, pendjabi : ਮੌਤ ਦਾ ਖੂਹ), il peut être vu dans des Melas à travers le pays. En Inde, d'autres véhicules peuvent être utilisés, comme des automobiles, notamment à Adilabad depuis 2005. Les Well of Death indiens ne sont pas verticaux, comme les Wall of Death, mais inclinés à 70 ou 75 %, ce qui permet de rouler plus facilement avec des petites voitures.

## Royaume-Uni
Le premier mur de la mort au Royaume-Uni est apparu en juin 1929 au parc d'amusement de Kursaal. 
Les spectacles ont été interrompus durant la guerre mondiale,.

## Dans la culture

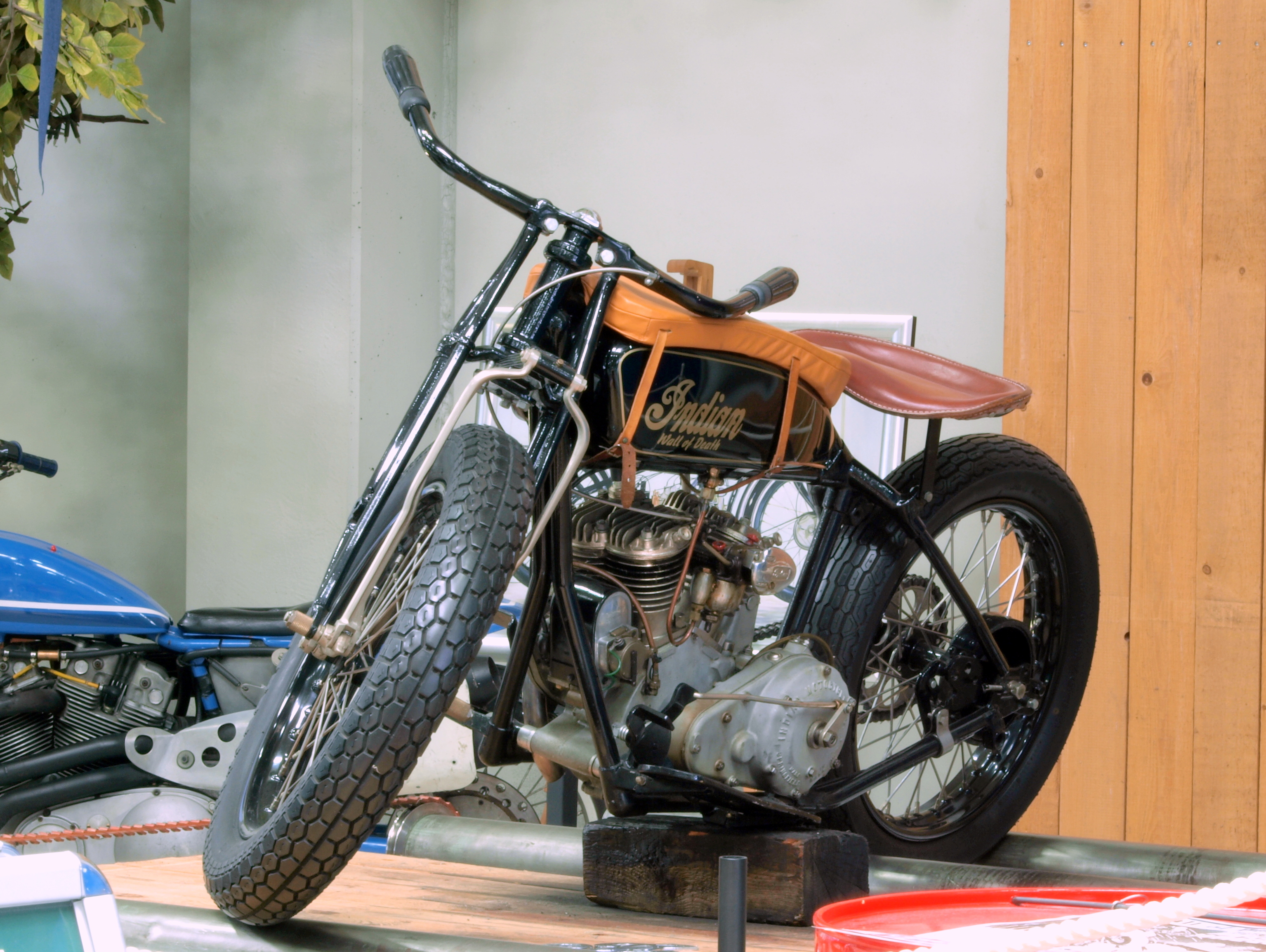
Une moto Indian spécialement préparée pour le mur de la mort.

Ces spectacles sont apparus dans divers films comme My House in Umbria (2003), Spare a Copper (1941), Roustabout (1964), Eat the Peach (1986), There Is Another Sun (1951, titré The Wall of Death aux États-Unis) et Scotland Yard: The Wall of Death (1956).
Un documentaire grec traite également de cette pratique en Grèce, Ο γύρος του θανάτου (The Spin of Death), réalisé en 2004.
Un autre film date de l'année 1983.